# Llista de topònims de la Torre de l'Espanyol
Llista de topònims (noms propis de lloc) del municipi de la Torre de l'Espanyol, a la Ribera d'Ebre
Informació actualitzada per un bot. Els canvis manuals es perdran quan s'actualitzi!

## cabana
| imatge | Nom                         | Ubicat a               | instància de | Detalls | coordenades                                                          | Protecció | Commons (més fotos) | Dades a WD                    |
| ------ | --------------------------- | ---------------------- | ------------ | ------- | -------------------------------------------------------------------- | --------- | ------------------- | ----------------------------- |
|        | corral de l'Antònio del Ros | la Torre de l'Espanyol | cabana       |         | 41° 11′ 40″ N, 0° 37′ 41″ E / 41.194328249512°N,0.628124069135001°E  |           |                     | Modifica les dades a Wikidata |
|        | corral de les Banyes        | la Torre de l'Espanyol | cabana       |         | 41° 11′ 20″ N, 0° 38′ 33″ E / 41.1889649303418°N,0.642387058197665°E |           |                     | Modifica les dades a Wikidata |

## casa
| imatge | Nom                       | Ubicat a               | instància de | Detalls                     | coordenades                                          | Protecció                                  | Commons (més fotos) | Dades a WD                    |
| ------ | ------------------------- | ---------------------- | ------------ | --------------------------- | ---------------------------------------------------- | ------------------------------------------ | ------------------- | ----------------------------- |
|        | Ca Paumiro                | la Torre de l'Espanyol | casa         | Estil: arquitectura popular | 41° 11′ 31″ N, 0° 37′ 33″ E / 41.191809°N,0.625917°E | bé integrant del patrimoni cultural català |                     | Modifica les dades a Wikidata |
|        | Cal Comte                 | la Torre de l'Espanyol | casa         | Estil: arquitectura popular | 41° 11′ 31″ N, 0° 37′ 31″ E / 41.192082°N,0.625185°E | bé integrant del patrimoni cultural català |                     | Modifica les dades a Wikidata |
|        | casa al carrer Trullet, 1 | la Torre de l'Espanyol | casa         | Estil: arquitectura popular | 41° 11′ 30″ N, 0° 37′ 29″ E / 41.191552°N,0.624596°E | bé integrant del patrimoni cultural català |                     | Modifica les dades a Wikidata |
|        | la Solera                 | la Torre de l'Espanyol | casa         | Estil: arquitectura popular | 41° 11′ 31″ N, 0° 37′ 28″ E / 41.192004°N,0.624473°E | bé integrant del patrimoni cultural català |                     | Modifica les dades a Wikidata |

## cova
| imatge | Nom                 | Ubicat a               | instància de | Detalls | coordenades                                                          | Protecció | Commons (més fotos) | Dades a WD                    |
| ------ | ------------------- | ---------------------- | ------------ | ------- | -------------------------------------------------------------------- | --------- | ------------------- | ----------------------------- |
|        | Cova Foradada       | la Torre de l'Espanyol | cova         |         | 41° 13′ 01″ N, 0° 38′ 05″ E / 41.2170326069432°N,0.634591762722665°E |           |                     | Modifica les dades a Wikidata |
|        | cova de les Someres | la Torre de l'Espanyol | cova         |         | 41° 13′ 15″ N, 0° 39′ 52″ E / 41.2208024956643°N,0.664385604478239°E |           |                     | Modifica les dades a Wikidata |
|        | cova del Gallo      | la Torre de l'Espanyol | cova         |         | 41° 13′ 24″ N, 0° 38′ 58″ E / 41.2233977346308°N,0.649405281600586°E |           |                     | Modifica les dades a Wikidata |

## església
| imatge | Nom                                           | Ubicat a               | instància de    | Detalls                                  | coordenades                                                              | Protecció                                  | Commons (més fotos)                           | Dades a WD                    |
| ------ | --------------------------------------------- | ---------------------- | --------------- | ---------------------------------------- | ------------------------------------------------------------------------ | ------------------------------------------ | --------------------------------------------- | ----------------------------- |
|        | Ermita de Sant Antoni                         | la Torre de l'Espanyol | església ermita | Estil: arquitectura popular              | 41° 10′ 52″ N, 0° 37′ 01″ E / 41.181026°N,0.616811°E                     | bé integrant del patrimoni cultural català |                                               | Modifica les dades a Wikidata |
|        | església parroquial de la Torre de l'Espanyol | la Torre de l'Espanyol | església        | Estil: arquitectura barroca 17th century | 41° 11′ 31″ N, 0° 37′ 32″ E / 41.19193°N,0.62548°E ca:Pl. Major 164 msnm | bé cultural d'interès local                | Església parroquial de la Torre de l'Espanyol | Modifica les dades a Wikidata |

## font
| imatge | Nom                | Ubicat a               | instància de  | Detalls                     | coordenades                                                                               | Protecció                                  | Commons (més fotos)                      | Dades a WD                    |
| ------ | ------------------ | ---------------------- | ------------- | --------------------------- | ----------------------------------------------------------------------------------------- | ------------------------------------------ | ---------------------------------------- | ----------------------------- |
|        | Monument al Sol    | la Torre de l'Espanyol | font          | Creador: Marçà-Giné         | 41° 11′ 29″ N, 0° 37′ 34″ E / 41.1914°N,0.62621°E                                         | bé integrant del patrimoni cultural català |                                          | Modifica les dades a Wikidata |
|        | font de n'Horta    | la Torre de l'Espanyol | font          | Estil: arquitectura popular | 41° 11′ 23″ N, 0° 37′ 08″ E / 41.189847°N,0.619024°E                                      | bé integrant del patrimoni cultural català | Font de n'Horta (la Torre de l'Espanyol) | Modifica les dades a Wikidata |
|        | la Font de Torrent | la Torre de l'Espanyol | font safareig | Estil: arquitectura romana  | 41° 11′ 32″ N, 0° 37′ 45″ E / 41.1921°N,0.62906°E ca:Al final del c. del Torrent 143 msnm | bé integrant del patrimoni cultural català | La Font de Torrent                       | Modifica les dades a Wikidata |

## forn de calç
| imatge | Nom                     | Ubicat a               | instància de | Detalls                     | coordenades | Protecció                                  | Commons (més fotos) | Dades a WD                    |
| ------ | ----------------------- | ---------------------- | ------------ | --------------------------- | ----------- | ------------------------------------------ | ------------------- | ----------------------------- |
|        | forn de calç de la Mina | la Torre de l'Espanyol | forn de calç | Estil: arquitectura popular |             | bé integrant del patrimoni cultural català |                     | Modifica les dades a Wikidata |
|        | forn de calç del Tormo  | la Torre de l'Espanyol | forn de calç | Estil: arquitectura popular |             | bé integrant del patrimoni cultural català |                     | Modifica les dades a Wikidata |

## granja
| imatge | Nom                        | Ubicat a               | instància de | Detalls | coordenades                                                          | Protecció | Commons (més fotos) | Dades a WD                    |
| ------ | -------------------------- | ---------------------- | ------------ | ------- | -------------------------------------------------------------------- | --------- | ------------------- | ----------------------------- |
|        | Granges Serra              | la Torre de l'Espanyol | granja       |         | 41° 11′ 36″ N, 0° 37′ 09″ E / 41.1932510170522°N,0.619136572086494°E |           |                     | Modifica les dades a Wikidata |
|        | Granges de Miquel Estivill | la Torre de l'Espanyol | granja       |         | 41° 11′ 55″ N, 0° 37′ 32″ E / 41.1984984832232°N,0.625504992363246°E |           |                     | Modifica les dades a Wikidata |
|        | Granja de Clàudio          | la Torre de l'Espanyol | granja       |         | 41° 11′ 50″ N, 0° 37′ 10″ E / 41.1972484303068°N,0.61949247867713°E  |           |                     | Modifica les dades a Wikidata |
|        | Granja de Lluís Grau       | la Torre de l'Espanyol | granja       |         | 41° 11′ 10″ N, 0° 37′ 15″ E / 41.1861067171785°N,0.620790464248287°E |           |                     | Modifica les dades a Wikidata |
|        | Granja de Pepito Montaner  | la Torre de l'Espanyol | granja       |         | 41° 12′ 07″ N, 0° 37′ 59″ E / 41.2020403749813°N,0.633045008429617°E |           |                     | Modifica les dades a Wikidata |
|        | Granja de Salvador         | la Torre de l'Espanyol | granja       |         | 41° 11′ 18″ N, 0° 37′ 06″ E / 41.1884237422654°N,0.618286167580222°E |           |                     | Modifica les dades a Wikidata |
|        | Granja del Carlets         | la Torre de l'Espanyol | granja       |         | 41° 12′ 33″ N, 0° 38′ 36″ E / 41.2091682528413°N,0.643307453737829°E |           |                     | Modifica les dades a Wikidata |
|        | Granja del Carreter        | la Torre de l'Espanyol | granja       |         | 41° 11′ 18″ N, 0° 37′ 16″ E / 41.1882941139242°N,0.621164312270149°E |           |                     | Modifica les dades a Wikidata |

## masia
| imatge | Nom                      | Ubicat a               | instància de | Detalls | coordenades                                                          | Protecció | Commons (més fotos) | Dades a WD                    |
| ------ | ------------------------ | ---------------------- | ------------ | ------- | -------------------------------------------------------------------- | --------- | ------------------- | ----------------------------- |
|        | Caseta del Pinar de Ximó | la Torre de l'Espanyol | masia        |         | 41° 12′ 19″ N, 0° 37′ 26″ E / 41.2053565593778°N,0.623945078990756°E |           |                     | Modifica les dades a Wikidata |
|        | Mas d'Anton              | la Torre de l'Espanyol | masia        |         | 41° 12′ 51″ N, 0° 40′ 02″ E / 41.2142953477296°N,0.667289023761512°E |           |                     | Modifica les dades a Wikidata |
|        | Mas d'Estivill           | la Torre de l'Espanyol | masia        |         | 41° 12′ 12″ N, 0° 39′ 37″ E / 41.2034076348797°N,0.660269987172745°E |           |                     | Modifica les dades a Wikidata |
|        | Mas de Fanxico           | la Torre de l'Espanyol | masia        |         | 41° 12′ 26″ N, 0° 39′ 23″ E / 41.2071211484271°N,0.656416574203493°E |           |                     | Modifica les dades a Wikidata |
|        | Mas de Franxico          | la Torre de l'Espanyol | masia        |         | 41° 13′ 24″ N, 0° 41′ 01″ E / 41.223226158881°N,0.683589201969515°E  |           |                     | Modifica les dades a Wikidata |
|        | Mas de Gabella           | la Torre de l'Espanyol | masia        |         | 41° 11′ 13″ N, 0° 38′ 53″ E / 41.1870113566661°N,0.648156272021513°E |           |                     | Modifica les dades a Wikidata |
|        | Mas de Jaques            | la Torre de l'Espanyol | masia        |         | 41° 13′ 19″ N, 0° 40′ 20″ E / 41.2220156588551°N,0.672251475760369°E |           |                     | Modifica les dades a Wikidata |
|        | Mas de Julià Macip       | la Torre de l'Espanyol | masia        |         | 41° 11′ 19″ N, 0° 37′ 28″ E / 41.1884967805746°N,0.624435810650092°E |           |                     | Modifica les dades a Wikidata |
|        | Mas de Llever            | la Torre de l'Espanyol | masia        |         | 41° 12′ 16″ N, 0° 39′ 45″ E / 41.2043831016721°N,0.662620419022578°E |           |                     | Modifica les dades a Wikidata |
|        | Mas de Martinet          | la Torre de l'Espanyol | masia        |         | 41° 12′ 46″ N, 0° 39′ 28″ E / 41.2127484878577°N,0.657646943565514°E |           |                     | Modifica les dades a Wikidata |
|        | Mas de Ximo              | la Torre de l'Espanyol | masia        |         | 41° 12′ 29″ N, 0° 39′ 21″ E / 41.2080528377263°N,0.655727345908369°E |           |                     | Modifica les dades a Wikidata |
|        | Mas de Xixarra           | la Torre de l'Espanyol | masia        |         | 41° 13′ 24″ N, 0° 39′ 26″ E / 41.2233774195798°N,0.657243643240177°E |           |                     | Modifica les dades a Wikidata |
|        | Mas de l'Argenter        | la Torre de l'Espanyol | masia        |         | 41° 13′ 30″ N, 0° 41′ 03″ E / 41.2249740536173°N,0.684064325717122°E |           |                     | Modifica les dades a Wikidata |
|        | Mas de l'Obaga           | la Torre de l'Espanyol | masia        |         | 41° 11′ 04″ N, 0° 38′ 57″ E / 41.1844842139315°N,0.649224374309338°E |           |                     | Modifica les dades a Wikidata |
|        | Mas de la Figuerola      | la Torre de l'Espanyol | masia        |         | 41° 12′ 54″ N, 0° 39′ 03″ E / 41.2150252743306°N,0.650921837143892°E |           |                     | Modifica les dades a Wikidata |
|        | Mas del Balsà            | la Torre de l'Espanyol | masia        |         | 41° 12′ 32″ N, 0° 38′ 03″ E / 41.2089644339255°N,0.634250413041684°E |           |                     | Modifica les dades a Wikidata |
|        | Mas del Boverol          | la Torre de l'Espanyol | masia        |         | 41° 12′ 31″ N, 0° 39′ 40″ E / 41.208569142817°N,0.661183279743326°E  |           |                     | Modifica les dades a Wikidata |
|        | Mas del Ferran           | la Torre de l'Espanyol | masia        |         | 41° 13′ 40″ N, 0° 41′ 00″ E / 41.2277709356394°N,0.683404861967192°E |           |                     | Modifica les dades a Wikidata |
|        | Mas del Pastisser        | la Torre de l'Espanyol | masia        |         | 41° 12′ 37″ N, 0° 38′ 42″ E / 41.2104091747631°N,0.644968467943795°E |           |                     | Modifica les dades a Wikidata |
|        | Mas del Pont             | la Torre de l'Espanyol | masia        |         | 41° 11′ 20″ N, 0° 36′ 37″ E / 41.1887778306257°N,0.610165628863644°E |           |                     | Modifica les dades a Wikidata |
|        | Mas del Regalo           | la Torre de l'Espanyol | masia        |         | 41° 12′ 45″ N, 0° 38′ 54″ E / 41.2123803689319°N,0.648428254182684°E |           |                     | Modifica les dades a Wikidata |
|        | Mas del Ros              | la Torre de l'Espanyol | masia        |         | 41° 12′ 00″ N, 0° 38′ 01″ E / 41.2000801069551°N,0.633640381746773°E |           |                     | Modifica les dades a Wikidata |
|        | Mas del Taverna          | la Torre de l'Espanyol | masia        |         | 41° 13′ 17″ N, 0° 41′ 39″ E / 41.2214479282868°N,0.694161533864668°E |           |                     | Modifica les dades a Wikidata |
|        | Maset de Jaume Ramon     | la Torre de l'Espanyol | masia        |         | 41° 13′ 05″ N, 0° 40′ 02″ E / 41.2180222459438°N,0.66719232707026°E  |           |                     | Modifica les dades a Wikidata |
|        | Maset de Martinet        | la Torre de l'Espanyol | masia        |         | 41° 12′ 40″ N, 0° 37′ 57″ E / 41.2110471358655°N,0.632600960438483°E |           |                     | Modifica les dades a Wikidata |
|        | Maset del Narcís         | la Torre de l'Espanyol | masia        |         | 41° 13′ 12″ N, 0° 40′ 12″ E / 41.2200991870562°N,0.670124556849978°E |           |                     | Modifica les dades a Wikidata |
|        | Maset del Pi             | la Torre de l'Espanyol | masia        |         | 41° 12′ 48″ N, 0° 40′ 11″ E / 41.2133725554789°N,0.669755058079273°E |           |                     | Modifica les dades a Wikidata |
|        | Maset del Serrano        | la Torre de l'Espanyol | masia        |         | 41° 12′ 30″ N, 0° 40′ 19″ E / 41.208346041345°N,0.67183738876703°E   |           |                     | Modifica les dades a Wikidata |
|        | Maset del Vinyes         | la Torre de l'Espanyol | masia        |         | 41° 12′ 30″ N, 0° 40′ 02″ E / 41.208240055725°N,0.66715834734487°E   |           |                     | Modifica les dades a Wikidata |
|        | Xalet de Pep de Narcís   | la Torre de l'Espanyol | masia        |         | 41° 12′ 14″ N, 0° 38′ 19″ E / 41.203902198764°N,0.638618817970965°E  |           |                     | Modifica les dades a Wikidata |

## muntanya
| imatge | Nom                 | Ubicat a                       | instància de | Detalls | coordenades                                                                       | Protecció | Commons (més fotos)                 | Dades a WD                    |
| ------ | ------------------- | ------------------------------ | ------------ | ------- | --------------------------------------------------------------------------------- | --------- | ----------------------------------- | ----------------------------- |
|        | Punta de la Roqueta | la Torre de l'Espanyol Vinebre | muntanya     |         | 41° 13′ 28″ N, 0° 38′ 58″ E / 41.22453333°N,0.64943056°E 341.9 msnm               |           |                                     | Modifica les dades a Wikidata |
|        | Punta del Flare     | la Torre de l'Espanyol Vinebre | muntanya     |         | 41° 12′ 21″ N, 0° 37′ 03″ E / 41.20585556°N,0.617465°E 231.6 msnm                 |           |                                     | Modifica les dades a Wikidata |
|        | la Bruixeta         | la Torre de l'Espanyol Vinebre | muntanya     |         | 41° 11′ 51″ N, 0° 36′ 15″ E / 41.19738889°N,0.60410278°E 191.7 msnm               |           |                                     | Modifica les dades a Wikidata |
|        | la Cogulla          | la Torre de l'Espanyol         | muntanya     |         | 41° 11′ 30″ N, 0° 39′ 24″ E / 41.19152777777778°N,0.6567222222222223°E 498.6 msnm |           | La Cogulla (la Torre de l'Espanyol) | Modifica les dades a Wikidata |
|        | les Canta-ranes     | la Torre de l'Espanyol Vinebre | muntanya     |         | 41° 12′ 04″ N, 0° 36′ 51″ E / 41.20117611°N,0.61404167°E 236.2 msnm               |           |                                     | Modifica les dades a Wikidata |
|        | lo Tormo            | la Torre de l'Espanyol Garcia  | muntanya     |         | 41° 10′ 45″ N, 0° 38′ 36″ E / 41.1790342228°N,0.643458682023°E 523 msnm           |           | Lo Tormo                            | Modifica les dades a Wikidata |

## serra
| imatge | Nom                  | Ubicat a                              | instància de | Detalls | coordenades                                                        | Protecció | Commons (més fotos) | Dades a WD                    |
| ------ | -------------------- | ------------------------------------- | ------------ | ------- | ------------------------------------------------------------------ | --------- | ------------------- | ----------------------------- |
|        | lo Tormo             | Garcia la Torre de l'Espanyol Vinebre | serra        |         | 41° 11′ 05″ N, 0° 39′ 24″ E / 41.184722222222°N,0.65666666666667°E |           |                     | Modifica les dades a Wikidata |
|        | serra dels Aubellons | la Torre de l'Espanyol Vinebre        | serra        |         | 41° 13′ 45″ N, 0° 40′ 24″ E / 41.2293°N,0.673361°E 427.2 msnm      |           |                     | Modifica les dades a Wikidata |

## vèrtex geodèsic
| imatge | Nom         | Ubicat a               | instància de    | Detalls   | coordenades                                                       | Protecció | Commons (més fotos) | Dades a WD                    |
| ------ | ----------- | ---------------------- | --------------- | --------- | ----------------------------------------------------------------- | --------- | ------------------- | ----------------------------- |
|        | Cantarranas | la Torre de l'Espanyol | vèrtex geodèsic | Alt: 1.2m | 41° 12′ 04″ N, 0° 36′ 50″ E / 41.201162°N,0.614°E 238.432 msnm    |           |                     | Modifica les dades a Wikidata |
|        | El Tormo    | la Torre de l'Espanyol | vèrtex geodèsic | Alt: 1.2m | 41° 10′ 44″ N, 0° 38′ 36″ E / 41.179022°N,0.643465°E 522.813 msnm |           |                     | Modifica les dades a Wikidata |

## Misc
| imatge | Nom                                         | Ubicat a               | instància de                                   | Detalls                     | coordenades                                                          | Protecció                                  | Commons (més fotos) | Dades a WD                    |
| ------ | ------------------------------------------- | ---------------------- | ---------------------------------------------- | --------------------------- | -------------------------------------------------------------------- | ------------------------------------------ | ------------------- | ----------------------------- |
|        | casa consistorial de la Torre de l'Espanyol | la Torre de l'Espanyol | casa consistorial                              |                             | 41° 11′ 29″ N, 0° 37′ 29″ E / 41.1913147°N,0.6247423°E               |                                            |                     | Modifica les dades a Wikidata |
|        | centre històric de la Torre de l'Espanyol   | la Torre de l'Espanyol | centre històric                                | Estil: arquitectura popular | 41° 11′ 31″ N, 0° 37′ 31″ E / 41.191852°N,0.625176°E                 | bé integrant del patrimoni cultural català |                     | Modifica les dades a Wikidata |
|        | forn de ginebre de la Serra dels Aubellons  | la Torre de l'Espanyol | forn d'oli de ginebre                          | Estil: arquitectura popular |                                                                      | bé integrant del patrimoni cultural català |                     | Modifica les dades a Wikidata |
|        | la Torre de l'Espanyol                      | la Torre de l'Espanyol | entitat singular de població capital municipal | 630 hab                     | 41° 11′ 31″ N, 0° 37′ 32″ E / 41.19183063°N,0.62545749°E 161 msnm    |                                            |                     | Modifica les dades a Wikidata |
|        | lo Perxe de Ca Borràs                       | la Torre de l'Espanyol | passatge                                       | Estil: arquitectura popular | 41° 11′ 29″ N, 0° 37′ 31″ E / 41.19142°N,0.62521°E                   | bé integrant del patrimoni cultural català |                     | Modifica les dades a Wikidata |
|        | pont del Carícia                            | la Torre de l'Espanyol | pont                                           |                             | 41° 12′ 23″ N, 0° 39′ 08″ E / 41.2062978700467°N,0.652259827102732°E |                                            |                     | Modifica les dades a Wikidata |